# Partizánske
Partizánske (do roku 1949 Baťovany) je okresní město na Slovensku. Jeho součástí je původně samostatná obec Šimovany/Šimonovany se šlechtickým sídlem – kaštielem. Leží na úpatí pohoří Tribeč, na soutoku řeky Nitra a Nitrica. Žije zde přibližně 21 tisíc obyvatel.

## Charakter města
Město založil český podnikatel Jan Antonín Baťa před 2. světovou válkou, když vybudoval vedle své obuvnické továrny i domy pro dělníky. Kromě bývalé Baťovy továrny je zde i potravinářský průmysl. Po 2. sv. válce bylo město Šimonovany – Baťovany, přejmenované v roce 1949 na Partizánske a společnost „Baťa, Slovenská účastinná spoločnost“ přejmenovaná na ZDA n. p. Partizánske (Závody 29. augusta Partizánske). Vyráběla se zde kvalitní kožená obuv, vycházková a společenská obuv, gumová obuv a tenisky. V současnosti značka je živá, výroba je převážně zaměřena na gumotextilní obuv pro volný čas a turistiku. 

## Obyvatelstvo
Podle sčítání v roce 2001 žilo ve městě 24 907 obyvatel, z toho 97,7 % tvořili Slováci a malé menšiny Čechů a Maďarů. Dominantní náboženské vyznání bylo římskokatolické (72 %), 18 % bylo bez vyznání a necelá 3 % evangelíci.

## Pamětihodnosti

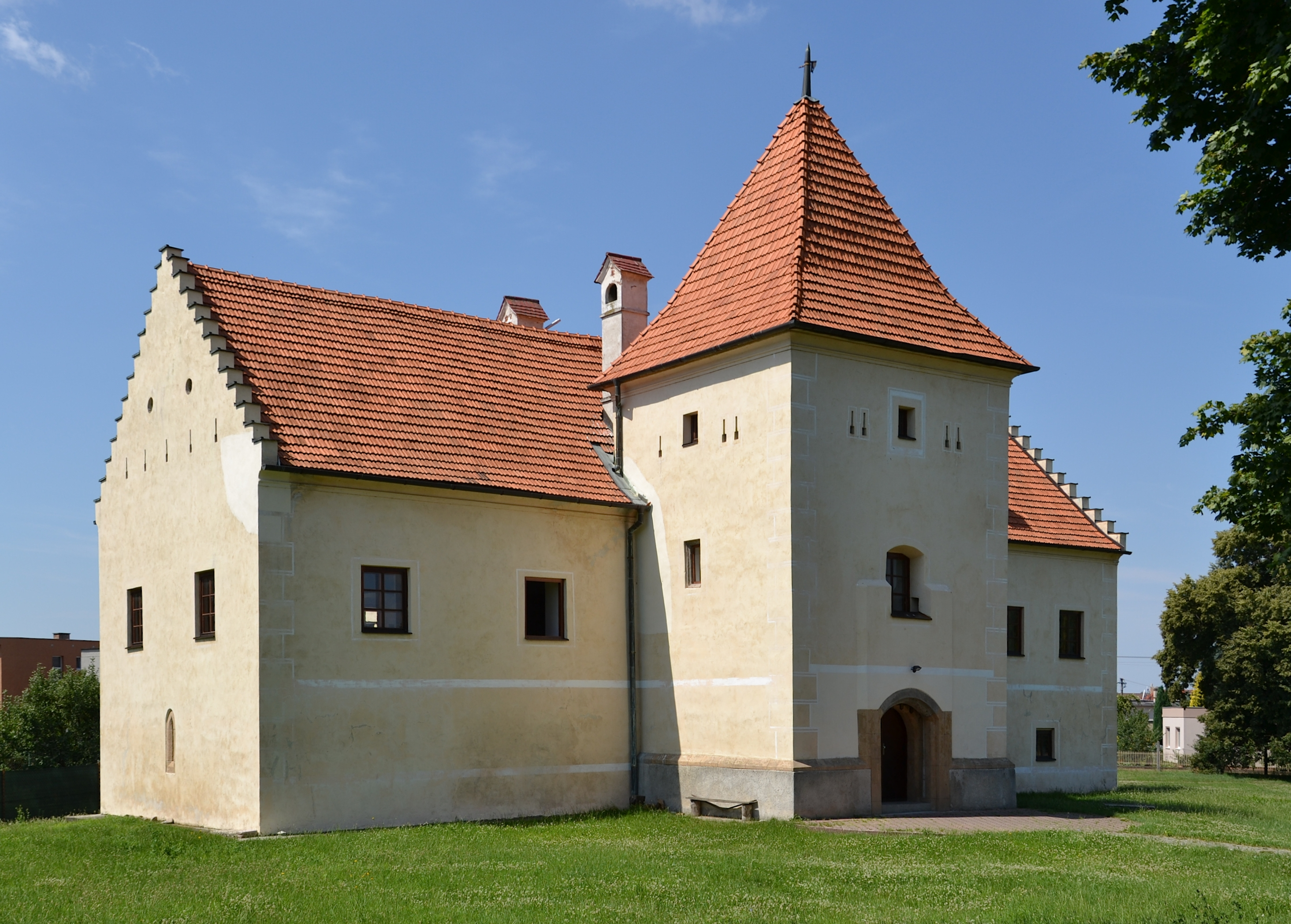
Vodní hrad Šimovany

- Kostel Božského srdce Ježíšova – funkcionalistický kostel postavený ve 40. letech 20. století podle návrhu českého architekta Vladimíra Karfíka
- Vodní hrad Šimovany ze 14.–15. století[4]

## Osobnosti
- Jan Antonín Baťa  (1898–1965), český podnikatel
- Ján Geleta (* 1943), bývalý slovenský fotbalista a československý reprezentant
- Karol Jokl (1945–1996), fotbalista, reprezentant Československa
- Peter Dvorský (* 1951), operní zpěvák, tenor
- Marián Kochanský (1955–2006), hudebník, skladatel a zpěvák, lídr skupiny Lojzo
- Igor Otčenáš (* 1956), prozaik, publicista, literární kritik a překladatel
- Miroslav Dvorský (* 1960), operní zpěvák, tenor
- Peter Bebjak (* 1970), filmový herec, režisér, producent a scenárista
- Rastislav Kostka (* 1972), bývalý fotbalista
- Branislav Gröhling (* 1974), podnikatel a politik
- Pil C (* 1986), rapper

## Partnerská města
- Bajina Bašta, Srbsko (2017)
- Benešov, Česko (2016)
- Krapkowice, Polsko (2017)
- Otrokovice, Česko (2016)
- Svit, Slovensko (2016)
- Valašské Meziříčí, Česko (2014)[5]
- Vukovar, Chorvatsko (2017)